# Municipio de Fairview (condado de Cass)
El municipio de Fairview (en inglés: Fairview Township) es un municipio ubicado en el condado de Cass en el estado estadounidense de Minnesota. En el año 2010 tenía una población de 821 habitantes y una densidad poblacional de 7,94 personas por km².

## Geografía
El municipio de Fairview se encuentra ubicado en las coordenadas 46°25′4″N 94°26′14″O / 46.41778, -94.43722. Según la Oficina del Censo de los Estados Unidos, el municipio tiene una superficie total de 103.45 km², de la cual 92,27 km² corresponden a tierra firme y (10,81 %) 11,18 km² es agua.

## Demografía
Según el censo de 2010, había 821 personas residiendo en el municipio de Fairview. La densidad de población era de 7,94 hab./km². De los 821 habitantes, el municipio de Fairview estaba compuesto por el 97,56 % blancos, el 0,12 % eran afroamericanos, el 0,24 % eran amerindios, el 1,22 % eran asiáticos, el 0,12 % eran de otras razas y el 0,73 % eran de una mezcla de razas. Del total de la población el 0,85 % eran hispanos o latinos de cualquier raza.